# Montes Yáblonoi

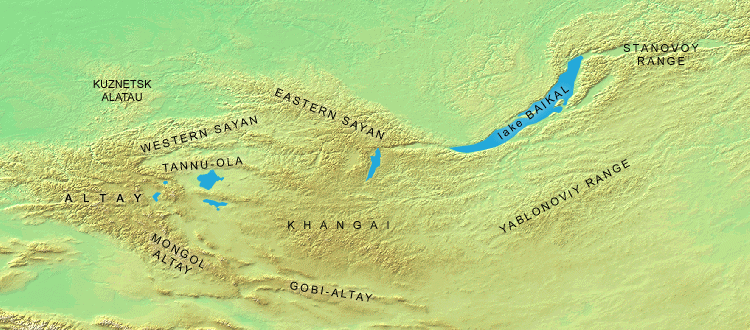
Mapa de la región.

Los montes Yáblonovy (o Yáblonoi o Iáblonovy) (en ruso: Яблоновый хребет, montes de los manzanos) son una cadena montañosa localizada al sureste de Siberia. 
Administrativamente, la región de los montes Yáblonovy pertenece a la república de Buriatia.

## Geografía
El macizo se encuentra al noreste de Mongolia y discurre desde la costa este del lago Baikal durante unos 1.600 km antes de unirse con las montañas Stanovoi. La cordillera no es particularmente alta o grande, sino alargada y estrecha. El pico más alto es el monte Sojondo, con 2.500 m. 
La cordillera forma la línea de demarcación entre los ríos que desembocan en la océano Ártico y los que desaguan en el océano Pacífico. 
La densidad de población en la región es muy baja y se concentra principalmente en asentamientos mineros. El macizo es particularmente rico en yacimientos de estaño.
El ferrocarril Transiberiano corre paralelo a la cordillera antes de entrar en un largo túnel para evitar las partes altas a la altura de Chitá.
Una de las piezas más conocidas en estas montañas se llama la roca colgante.